# Гі Н'ді Ассембе
Гі Н'ді Ассембе (фр. Guy N'dy Assembé, нар. 28 лютого 1986, Яунде) — камерунський футболіст, воротар клубу «Генгам» та національної збірної Камеруну.

## Клубна кар'єра
Народився 28 лютого 1986 року в місті Яунде. Вихованець футбольної школи клубу «Нант». Дорослу футбольну кар'єру розпочав 2007 року в основній команді того ж клубу. У сезоні 2007/08 провів 3 матчі і став разом з командою другим призером Ліги 2, що давало право виходу в Лігу 1. В наступному сезоні дебютував у Лізі 1, зігравши 6 матчів в чемпіонаті, в яких пропустив 4 голи.
Сезон 2009/10 провів в оренді в клубі «Валансьєн», у складі якого дебютував 22 серпня 2009 року в домашній грі проти «Парі Сен-Жермен», в тій зустрічі Гі провів на полі весь матч, пропустив 3 м'ячі, а його команда поступилася з рахунком 2:3. Всього в тому сезоні зіграв 17 зустрічей, в яких пропустив 22 голи.
Влітку 2010 року повернувся в «Нант», який вилетів до Ліги 2, де відразу став основним голкіпером команди.
15 липня 2011 року уклав контракт з «Нансі» з Ліги 1, у складі якого провів наступні два роки своєї кар'єри гравця. Після того як 2013 року клуб покинув «еліту», Гі Н'ді Ассембе на правах оренди перейшов в «Генгам», з яким став володарем кубка Франції, проте не став основним голкіпером команди, поступившись місцем у воротах іншому африканському голкіперу Мамаду Самассі. Всього за сезон провів у клубі 20 матчів.

## Виступи за збірну
На початку 2010 року, не маючи у своєму активі жодного матчу за національну збірну, був викликаний на Кубок африканських націй 2010 року в Анголі, де збірна дійшла до чвертьфіналу, але Гі на поле так і не вийшов.
25 травня 2010 року дебютував в офіційних матчах у складі національної збірної Камеруну у товариській грі зі збірною Грузії, в якій провів на полі всю зустріч та відстояв «на нуль»..
Тоді ж у травні 2010 року Ассембе був включений в заявку команди на фінальний турнір чемпіонату світу в ПАР, де, однак, також не зіграв жодного разу.
Після цього у складі збірної був учасником чемпіонату світу 2014 року у Бразилії.
Наразі провів у формі головної команди країни 11 матчів

## Досягнення
- Володар Кубка Франції: 2013/14